# Grzegorzówka
Grzegorzówka – wieś w Polsce położona w województwie podkarpackim, w powiecie rzeszowskim, w gminie Hyżne.
W latach 1975–1998 miejscowość administracyjnie należała do województwa rzeszowskiego.

## Części wsi
| SIMC    | Nazwa           | Rodzaj    |
| ------- | --------------- | --------- |
| 0651111 | Dynowska Strona | część wsi |
| 0651128 | Górni Koniec    | część wsi |
| 0651134 | Kanada          | część wsi |
| 0651140 | Krzaki          | część wsi |
| 0651157 | Pastwiska       | część wsi |
| 0651163 | Zadział         | część wsi |

## Historia
Grzegorzówka należała do ziemi sanockiej, jako teren nadgraniczny z ziemią przemyską. Pierwsza wzmianka o Grzegorzówce pojawiła się w 1728 roku w spisie wiernych parafii w Hyżnem.
W 1975 roku została wydzielona osobna parafia MB Bolesnej dla Grzegorzówki i Wólki Hyżneńskiej, należąca do dekanatu Błażowa w archidiecezji przemyskiej.